# Thelyssa
Thelyssa is een geslacht van weekdieren uit de klasse van de Gastropoda (slakken).

## Soort
- Thelyssa callisto F. M. Bayer, 1971